# Gare de Biwajima
La gare de Biwajima (枇杷島駅, Biwajima-eki) est une gare ferroviaire de la ville de Kiyosu, dans la préfecture d'Aichi, au Japon. La gare est exploitée par les compagnies JR Central et TKJ.

## Situation ferroviaire
La gare de Biwajima est située au point kilométrique (PK) 370,0 de la ligne principale Tōkaidō. Elle marque la fin de la ligne Jōhoku.

## Historique
La gare a été inaugurée le 1er avril 1886 sous le nom de gare de Kiyosu. Elle prend le nom de gare de Biwajima lorsque la gare est reconstruite à son emplacement actuel. Le terminus de la ligne Jōhoku ouvre en 1993.

## Service des voyageurs

### Accueil
La gare dispose d'un bâtiment voyageurs, avec guichets, ouvert tous les jours.

### Desserte

#### TKJ
- Ligne Jōhoku :
  - voies 1 à 2 : direction Kachigawa

#### JR Central
- Ligne principale Tōkaidō :
  - voie 3 : direction Gifu et Ōgaki
  - voie 4 : direction Nagoya et Okazaki